# خانواده خشک‌شویی
خانواده خشک‌شویی (انگلیسی: Iron Family; کره‌ای: 다리미 패밀리) یک مجموعه تلویزیونی محصول کره جنوبی با بازی کیم جونگ هیون، کوم سه روک و چوی ته جون است. این مجموعه از ۲۸ سپتامبر ۲۰۲۴ روزهای شنبه و یکشنبه ساعت ۱۹:۵۵ (کی‌اس‌تی) از کی‌بی‌اس۲ پخش شد.

## بازیگران
- کیم جونگ هیون در نقش سو کانگ جو[۳]
- کوم سه روک در نقش لی دا ریم[۴]
- چوی ته جون در نقش چوی ته جون[۵]
- یانگ هه جی در نقش لی چا ریم[۶]
- لی سونگ یول در نقش چوی هیونگ چول[۷]